# 岩手県第3区
岩手県第3区（いわてけんだい3く）は、日本の衆議院議員総選挙における選挙区。1994年（平成6年）の公職選挙法改正で設置。

## 区域

### 現在の区域
2017年（平成29年）公職選挙法改正以降の区域は以下のとおりである。2017年の区割変更により、4区が廃止されたことに伴い、区域が大きく変更されている。
- 花巻市
- 北上市
- 一関市
- 奥州市
- 和賀郡
- 胆沢郡
- 西磐井郡

### 2013年から2017年までの区域
2013年（平成25年）公職選挙法改正から2017年の小選挙区改定までの区域は以下のとおりである。2013年の選挙区割り変更で、山田町が2区から3区に移った。（旧区域2）
- 大船渡市
- 遠野市
- 一関市
- 陸前高田市
- 釜石市
- 西磐井郡
- 気仙郡
- 上閉伊郡
- 下閉伊郡
  - 山田町

### 2013年以前の区域
1994年（平成6年）公職選挙法改正から2013年の小選挙区改定までの区域は以下のとおりである。（旧区域1）
- 大船渡市
- 遠野市
- 一関市
- 陸前高田市
- 釜石市
- 西磐井郡
- 東磐井郡
- 気仙郡
- 上閉伊郡

## 歴史
中選挙区時代は区域の大半が小沢一郎の地盤である旧岩手2区であった。小選挙区制導入後、小沢は岩手4区が選挙区となり、3区は自身の腹心を送り込む形を取った。1996年の第41回衆議院議員総選挙では小沢の腹心である佐々木洋平が当選したが、佐々木が保守党に移籍して小沢と袂を分かった。そのため、2000年の第42回衆議院議員総選挙では、小沢は新たな腹心候補として黄川田徹を送り込み当選、佐々木は落選した。その後黄川田は小沢の腹心として以降4期連続で当選を続けた。小選挙区制導入から2009年までは小沢と同じ党（新進党→自由党→民主党）に所属する小沢傘下の候補者が当選していた。
黄川田は2011年の東日本大震災を契機に小沢との関係が悪化。小沢が離党した際に同調せず民主党に残留した。このため、2012年の第46回衆議院議員総選挙では、日本未来の党所属の小沢は新たな腹心候補として新進党・自由党時代の同僚であった菅原喜重郎の次女・佐藤奈保美を擁立。「前職対小沢の推す新人」という、2000年と全く同じ選挙体系となったが、黄川田が2万票近い差を付け5期連続で当選した。自民党の橋本英教は小選挙区こそ2氏の争いに埋没して3位に終わったものの、自民党がこの選挙において小選挙区で大勝し、比例東北ブロックにおいて重複立候補していたすべての候補が復活することができたため、名簿5位で復活当選。選挙区が設置されて以来初となる2人の当選者を輩出した。2014年の第47回衆議院議員総選挙では、前回から一転して小沢率いる生活の党は候補者を出さず、黄川田と橋本の激突となり、黄川田が前回よりも差を広げて6選したが、橋本も再び比例復活当選を果たした。
2017年に公職選挙法改正に伴い岩手県の小選挙区数が4から3に減らされたことによって大幅な区割り変更が行なわれた。新3区の選挙区は旧3区の一関市と平泉町以外は、小沢の選挙区であった旧4区の選挙区の大部分を踏襲する区割りとなった。10月に行われた第48回衆議院議員総選挙では、旧3区の黄川田は引退、橋本は自民党の比例下位単独候補となったが落選した。小選挙区では旧4区の小沢（野党統一候補として自由党に所属したまま無所属で出馬）と藤原崇（自民・比例復活）が横滑りで立候補し、小沢が当選、藤原が比例復活となった。
2021年の第49回衆議院議員総選挙では、小沢が藤原と接戦との情勢から異例のお国入りを行うなどしたが、10月31日に行われた投開票では小沢は一騎打ちとなった藤原に9,372票差を付けられ18度目にして自身初の選挙区敗北となり、重複立候補していた比例東北ブロックでの復活当選に留まった。小選挙区制導入後、岩手県で自民党が複数の小選挙区で議席を獲得するのは初めてのことであった。
2024年の第50回衆議院議員総選挙を前に裏金問題が発覚。藤原も2018年～2022年の5年間で安倍派から14万円の裏金のキックバックを受けていたことが明るみとなった。これに加え、3月には和歌山市で前年にあった自民党和歌山県連主催の党青年局近畿ブロック会議後の懇親会で、下着のような衣装の女性がダンスショーをする過激な演出があった事が発覚（自民党青年局の過激ダンスショー問題を参照）。これによって藤原は青年局長を引責辞任した。さらに、岩手県選挙区選出の参議院議員広瀬めぐみが不倫問題により自民党岩手県連副会長を辞任。その後には勤務実態がない公設秘書の給与詐取問題まで発覚する始末となり、広瀬は議員辞職に追い込まれた後に東京地検特捜部へ在宅起訴される事態にまで発展した。これらの度重なる不祥事が藤原にとっては逆風となり、また立憲民主党代表選挙では小沢が支援した野田佳彦が当選。一方、同時期に行われた自民党総裁選では藤原が支持した小林鷹之が1回目の投票で5位に終わったことも重なり、選挙戦では3度目の一騎打ちとなった小沢が3万票以上の大差で制して小選挙区で返り咲きを果たした。一方の藤原は前述したように逆風要素が重なり、裏金問題によって比例重複ができなかったこともあって議席を失った。

## 小選挙区選出議員
| 選挙名                 | 年                 | 当選者     | 党派       | 備考    |
| ---------------------- | ------------------ | ---------- | ---------- | ------- |
| 第41回衆議院議員総選挙 | 1996年（平成8年）  | 佐々木洋平 | 新進党     | 旧区域1 |
| 第42回衆議院議員総選挙 | 2000年（平成12年） | 黄川田徹   | 自由党     | 旧区域1 |
| 第43回衆議院議員総選挙 | 2003年（平成15年） | 黄川田徹   | 民主党     | 旧区域1 |
| 第44回衆議院議員総選挙 | 2005年（平成17年） | 黄川田徹   | 民主党     | 旧区域1 |
| 第45回衆議院議員総選挙 | 2009年（平成21年） | 黄川田徹   | 民主党     | 旧区域1 |
| 第46回衆議院議員総選挙 | 2012年（平成24年） | 黄川田徹   | 民主党     | 旧区域1 |
| 第47回衆議院議員総選挙 | 2014年（平成26年） | 黄川田徹   | 民主党     | 旧区域2 |
| 第48回衆議院議員総選挙 | 2017年（平成29年） | 小沢一郎   | 無所属     | 現区域  |
| 第49回衆議院議員総選挙 | 2021年（令和3年）  | 藤原崇     | 自由民主党 | 現区域  |
| 第50回衆議院議員総選挙 | 2024年（令和6年）  | 小沢一郎   | 立憲民主党 | 現区域  |

## 選挙結果
時の内閣：第1次石破内閣 解散日：2024年10月9日 公示日：2024年10月15日
当日有権者数：36万4074人 最終投票率：56.88%（前回比：4.83%） （全国投票率：53.85%（2.08%））
| 当落 | 候補者名 | 年齢 | 所属党派   | 新旧 | 得票数    | 得票率 | 惜敗率 | 推薦・支持 | 重複 |
| ---- | -------- | ---- | ---------- | ---- | --------- | ------ | ------ | ---------- | ---- |
| 当   | 小沢一郎 | 82   | 立憲民主党 | 前   | 115,364票 | 57.77% | ――     |            | ○    |
|      | 藤原崇   | 41   | 自由民主党 | 前   | 84,347票  | 42.23% | 73.11% | 公明党推薦 |      |

時の内閣：第1次岸田内閣 解散日：2021年10月14日 公示日：2021年10月19日
当日有権者数：37万7117人 最終投票率：61.71%（前回比：1.41%） （全国投票率：55.93%（2.25%））
| 当落 | 候補者名 | 年齢 | 所属党派   | 新旧 | 得票数    | 得票率 | 惜敗率 | 推薦・支持 | 重複 |
| ---- | -------- | ---- | ---------- | ---- | --------- | ------ | ------ | ---------- | ---- |
| 当   | 藤原崇   | 38   | 自由民主党 | 前   | 118,734票 | 52.05% | ――     | 公明党推薦 | ○    |
| 比当 | 小沢一郎 | 79   | 立憲民主党 | 前   | 109,362票 | 47.95% | 92.11% |            | ○    |

時の内閣：第3次安倍第3次改造内閣 解散日：2017年9月28日 公示日：2017年10月10日
当日有権者数：38万9315人 最終投票率：60.30%（前回比：1.46%） （全国投票率：53.68%（1.02%））
| 当落 | 候補者名 | 年齢 | 所属党派          | 新旧 | 得票数    | 得票率 | 惜敗率 | 推薦・支持                                     | 重複 |
| ---- | -------- | ---- | ----------------- | ---- | --------- | ------ | ------ | ---------------------------------------------- | ---- |
| 当   | 小沢一郎 | 75   | 無所属 (自由党籍) | 前   | 130,229票 | 57.42% | ――     | 立憲民主党・日本共産党・社会民主党・自由党推薦 | ✕    |
| 比当 | 藤原崇   | 34   | 自由民主党        | 前   | 96,571票  | 42.58% | 74.15% | 公明党推薦                                     | ○    |

時の内閣：第2次安倍改造内閣 解散日：2014年11月21日 公示日：2014年12月2日
当日有権者数：24万6234人 最終投票率：58.84%（前回比：6.54%） （全国投票率：52.66%（6.66%））
| 当落 | 候補者名 | 年齢 | 所属党派   | 新旧 | 得票数   | 得票率 | 惜敗率 | 推薦・支持 | 重複 |
| ---- | -------- | ---- | ---------- | ---- | -------- | ------ | ------ | ---------- | ---- |
| 当   | 黄川田徹 | 61   | 民主党     | 前   | 80,339票 | 56.64% | ――     |            | ○    |
| 比当 | 橋本英教 | 47   | 自由民主党 | 前   | 46,165票 | 32.55% | 57.46% | 公明党推薦 | ○    |
|      | 菊池幸夫 | 55   | 日本共産党 | 新   | 15,328票 | 10.81% | 19.08% |            |      |

時の内閣：野田第3次改造内閣 解散日：2012年11月16日 公示日：2012年12月4日
当日有権者数：23万6102人 最終投票率：65.38%（前回比：9.76%） （全国投票率：59.32%（9.96%））
| 当落 | 候補者名   | 年齢 | 所属党派     | 新旧 | 得票数   | 得票率 | 惜敗率 | 推薦・支持   | 重複 |
| ---- | ---------- | ---- | ------------ | ---- | -------- | ------ | ------ | ------------ | ---- |
| 当   | 黄川田徹   | 59   | 民主党       | 前   | 62,684票 | 41.49% | ――     | 国民新党推薦 | ○    |
|      | 佐藤奈保美 | 46   | 日本未来の党 | 新   | 43,539票 | 28.81% | 69.46% | 新党大地推薦 | ○    |
| 比当 | 橋本英教   | 45   | 自由民主党   | 新   | 36,234票 | 23.98% | 57.80% | 公明党推薦   | ○    |
|      | 菊池幸夫   | 53   | 日本共産党   | 新   | 8,642票  | 5.72%  | 13.79% |              |      |

時の内閣：麻生内閣 解散日：2009年7月21日 公示日：2009年8月18日
当日有権者数：24万9636人 最終投票率：75.14%（前回比：1.93%） （全国投票率：69.28%（1.77%））
| 当落 | 候補者名 | 年齢 | 所属党派   | 新旧 | 得票数    | 得票率 | 惜敗率 | 推薦・支持 | 重複 |
| ---- | -------- | ---- | ---------- | ---- | --------- | ------ | ------ | ---------- | ---- |
| 当   | 黄川田徹 | 55   | 民主党     | 前   | 122,746票 | 66.99% | ――     |            | ○    |
|      | 橋本英教 | 42   | 自由民主党 | 新   | 57,674票  | 31.48% | 46.99% |            | ○    |
|      | 阿部忠臣 | 35   | 幸福実現党 | 新   | 2,811票   | 1.53%  | 2.29%  |            |      |

時の内閣：第2次小泉改造内閣 解散日：2005年8月8日 公示日：2005年8月30日
当日有権者数：25万9095人 最終投票率：73.21%（前回比：1.84%） （全国投票率：67.51%（7.65%））
| 当落 | 候補者名 | 年齢 | 所属党派   | 新旧 | 得票数    | 得票率 | 惜敗率 | 推薦・支持 | 重複 |
| ---- | -------- | ---- | ---------- | ---- | --------- | ------ | ------ | ---------- | ---- |
| 当   | 黄川田徹 | 51   | 民主党     | 前   | 102,477票 | 55.06% | ――     |            | ○    |
|      | 橋本英教 | 38   | 自由民主党 | 新   | 69,817票  | 37.51% | 68.13% |            | ○    |
|      | 菊池幸夫 | 46   | 日本共産党 | 新   | 13,816票  | 7.42%  | 13.48% |            |      |

時の内閣：第1次小泉第2次改造内閣 解散日：2003年10月10日 公示日：2003年10月28日
当日有権者数：26万1820人 最終投票率：71.37% （全国投票率：59.86%（2.63%））
| 当落 | 候補者名 | 年齢 | 所属党派   | 新旧 | 得票数   | 得票率 | 惜敗率 | 推薦・支持 | 重複 |
| ---- | -------- | ---- | ---------- | ---- | -------- | ------ | ------ | ---------- | ---- |
| 当   | 黄川田徹 | 50   | 民主党     | 前   | 93,862票 | 51.01% | ――     |            | ○    |
|      | 中村力   | 41   | 自由民主党 | 元   | 79,453票 | 43.18% | 84.65% |            | ○    |
|      | 菊池幸夫 | 44   | 日本共産党 | 新   | 10,690票 | 5.81%  | 11.39% |            |      |

中村は、2023年岩手県議会選挙に、日本維新の会から立候補するも落選。
時の内閣：第1次森内閣 解散日：2000年6月2日 公示日：2000年6月13日 （全国投票率：62.49%（2.84%））
| 当落 | 候補者名   | 年齢 | 所属党派   | 新旧 | 得票数   | 得票率 | 惜敗率 | 推薦・支持 | 重複 |
| ---- | ---------- | ---- | ---------- | ---- | -------- | ------ | ------ | ---------- | ---- |
| 当   | 黄川田徹   | 48   | 自由党     | 新   | 58,776票 | 30.85% | ――     |            | ○    |
|      | 中村力     | 38   | 無所属     | 元   | 52,368票 | 27.49% | 89.10% |            | ×    |
|      | 志賀節     | 67   | 自由民主党 | 元   | 30,623票 | 16.07% | 52.10% |            | ○    |
|      | 佐々木洋平 | 58   | 保守党     | 前   | 20,000票 | 10.50% | 34.03% |            |      |
|      | 熊谷修二   | 40   | 民主党     | 新   | 15,483票 | 8.13%  | 26.34% |            | ○    |
|      | 菊池幸夫   | 41   | 日本共産党 | 新   | 10,414票 | 5.47%  | 17.72% |            |      |
|      | 加藤正     | 67   | 無所属     | 新   | 2,846票  | 1.49%  | 4.84%  |            | ×    |

時の内閣：第1次橋本内閣 解散日：1996年9月27日 公示日：1996年10月8日 （全国投票率：59.65%（8.11%））
| 当落 | 候補者名   | 年齢 | 所属党派   | 新旧 | 得票数    | 得票率 | 惜敗率 | 推薦・支持 | 重複 |
| ---- | ---------- | ---- | ---------- | ---- | --------- | ------ | ------ | ---------- | ---- |
| 当   | 佐々木洋平 | 54   | 新進党     | 新   | 103,952票 | 57.53% | ――     |            |      |
|      | 志賀節     | 63   | 自由民主党 | 前   | 58,881票  | 32.59% | 56.64% |            | ○    |
|      | 小野寺永子 | 61   | 日本共産党 | 新   | 17,846票  | 9.88%  | 17.17% |            |      |